# Gelderse Toren
Het kasteel de Gelderse Toren is een grote ronde toren en ligt in Spankeren (gemeente Rheden) aan de Gelderse IJssel in de Nederlandse provincie Gelderland. Het ligt in de uiterwaarden van de IJssel. De oudste vermelding den toirn to Spanckereren is van 1535.
De Geldersche Toren is sinds 1970 een rijksmonument en maakt deel uit van buitenplaats 'De Geldersche Toren' waar onder meer ook een koetshuis, een orangerie, enkele dienstwoningen, inlaatsluizen en parkaanleg onder vallen. Buitenplaats en landerijen vormen samen Landgoed De Geldersche Toren. 

## Bouwgeschiedenis
De eerste hof dateert van vóór 1179 en hoe deze eruitgezien heeft weten we niet. De fundamenten van de huidige toren dateren uit de dertiende eeuw. In 1535 werd de toren grotendeels afgebroken en werd een nieuwe hierop gebouwd. Deze was zodanig bouwvallig geworden, dat in 1868 werd besloten de oude toren tot aan de eerste verdieping af te breken en op het restant in neogotische stijl van die tijd een nieuw gedeelte te zetten. De architect was Jan Brink Evers. De buitenmuren werden grijs gepleisterd om het verschil in stenen niet te kunnen zien. Tegenwoordig ziet het er nog steeds zo uit en het is in de winter goed te zien vanaf de provinciale weg (N348) van Arnhem naar Zutphen, wanneer de bomen kaal zijn.

## Eigenaren
Het was vanouds een bezit van de graven van Zutphen, waarbij door het huwelijk van de erfdochter Ermgard met graaf Gerhard II van Gelre, ook dit goed aan de bekende graven (later hertogen) van Gelre kwam. Het was hertog Karel van Gelre die in 1535 opdracht gaf de eerste en tweede verdieping af te breken en de toren weer op te bouwen en bewoonbaar te maken. De hertogen woonden hier niet. Karel van Gelre schonk de toren in 1538 aan zijn bastaardzoon Karel 'de Jonge' bastaard van Gelre (ca. 1515 - 1576), in 1538 heer van Spankeren en Geldersweert, die op 4 mei 1538 trouwde met Fenne van Brockhuysen († 1592/1598), zodat er een Van Gelre op kwam te wonen.
Hun zoon, Karel van Gelder de Jongste geheten (ca. 1540 - 1601), schonk het aan zijn dochter Catharina gehuwd met Herman van Delen († 1624). Hun zoon Karel verkocht het in 1653 aan zijn zwager en zus, Wilt van Broeckhuysen (1589-1673) en Fenna van Delen (-1676). De volgende eigenaren waren hun zoon Wilt Jan (1631-1708), die was gehuwd met Geertruida Freda van Nagell (-<1707), en kleinzoon Willem (1682-1764). Hij was getrouwd met Geertruid van Delen (-1743) en hun enige kind overleed kort na de geboorte. Nadat Willem overleed, erfde zijn zwager Gerrit Jan van Rhemen zijn onroerende goederen. Van Rhemen tot Rhemenshuizen en Sinderen (1682-1748) was in 1707 getrouwd met Fenna Helena Aleida van Broeckhuysen (1672-1754).

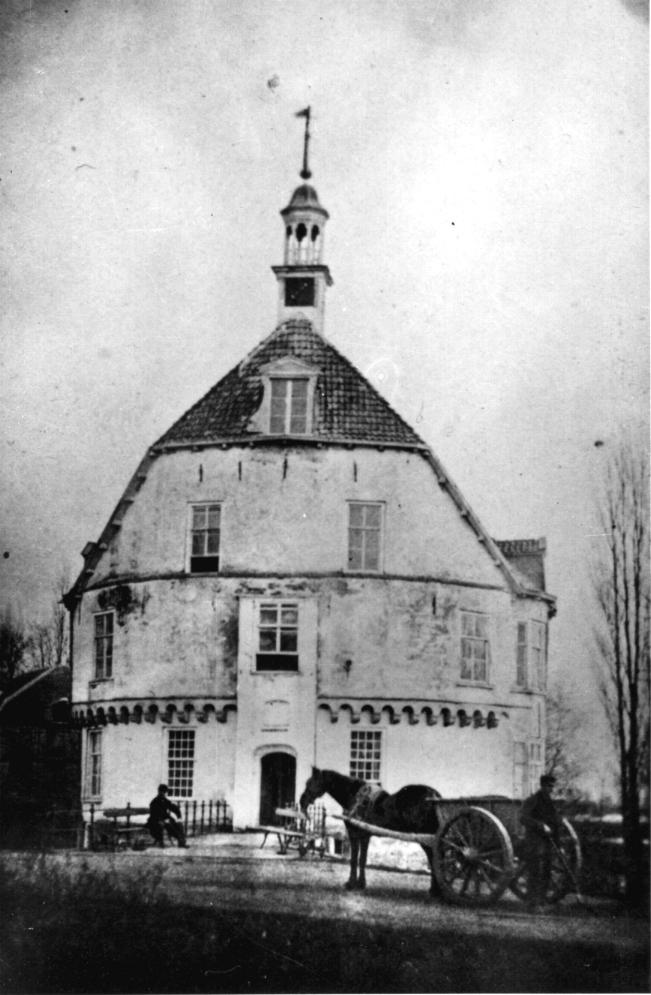
Kasteel de Gelderse Toren voor de renovatie van 1868

Via hun zoon Gerrit Jan (1713-1787) kwam het aan hun kleinzoon Wilt Gerrit Johan (1757-1827). Zijn kleinzoon mr. Frederik August baron van Rhemen tot Rhemenshuizen (1808-1863) overleed ongehuwd in 1863 en had het juridisch al overgedragen aan zijn neef Alexander baron van Rhemen tot Rhemenshuizen (1839-1877), die het bouwvallige huis gedeeltelijk liet slopen en opbouwen in 1868. Hij overleed al in 1877 en na het overlijden van zijn vrouw (C.C. van Leembruggen) in 1921 werd het verkocht aan J.S. Wurfbain en kwam later aan diens zoon mr. J.G. Wurfbain. 
In 1979 werden het kasteel en de landerijen verkocht aan de antiquair en kastelenliefhebber H.B.M. Ruyten, die het geheel liet restaureren. Deze had de ambitie het landgoed dat bij de toren behoort in oude luister te herstellen. Ruim veertig jaar later zou dat een heel eind gevorderd zijn, volgens de eigenaar werd in feite de ruilverkaveling uit de jaren 1950 teruggedraaid.

## Landgoed
Het landgoed waarop de toren staat, bekend als Landgoed De Geldersche Toren, is van grote cultuurhistorische en landschappelijke waarde en vanwege de opgaande laanbeplanting en bosschages een markant element in de open uiterwaarden van het dorp Spankeren.

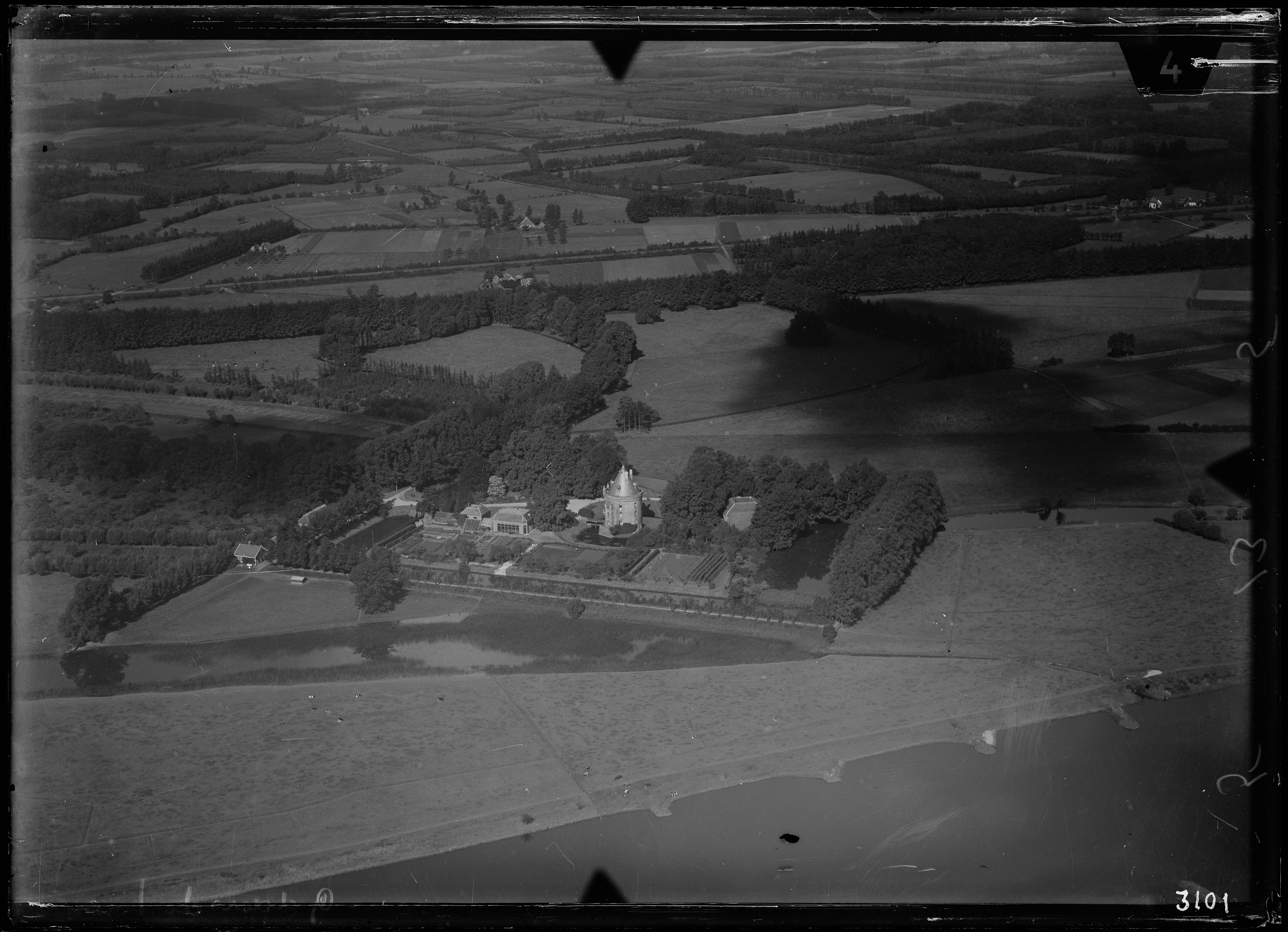
Het landgoed tussen 1920 en 1940.

De directe omgeving van de toren vormt de zogenaamde buitenplaats, waar een rechte, met forse eiken beplante, oprijlaan loopt als een zichtas vanaf de toren gericht op de kerk van Spankeren. Karakteristiek zijn de boomgaarden en grachten en zijn er restanten te vinden van een meer landschappelijke aanleg. Inclusief de landerijen rondom beslaat het anno 2011 een oppervlak van 109 hectare.